# Gibsoniothamnus
Gibsoniothamnus es un género con once especies de plantas  perteneciente a la familia Schlegeliaceae.

## Especies
- Gibsoniothamnus alatus A.H.Gentry
- Gibsoniothamnus allenii A.H.Gentry
- Gibsoniothamnus cornutus (Donn.Sm.) A.H.Gentry
- Gibsoniothamnus epiphyticus (Standl.) L.O.Williams
- Gibsoniothamnus grandiflorus A.H.Gentry & Barringer
- Gibsoniothamnus latidentatus A.H.Gentry
- Gibsoniothamnus mirificus A.H.Gentry
- Gibsoniothamnus parvifolius Barringer
- Gibsoniothamnus stellatus A.H.Gentry & Barringer
- Gibsoniothamnus truncatus A.H.Gentry
- Gibsoniothamnus versicolor A.H.Gentry & Barringer